# 鉄拳チンミ
『鉄拳チンミ』（てっけんチンミ）は、前川たけしによる日本の漫画作品。

## 概要
鉄拳チンミは『月刊少年マガジン』（講談社）1983年12月号より1997年2月号まで連載。単行本全35巻。文庫本全18巻。中国拳法をテーマとしている。1987年、第11回講談社漫画賞少年部門を受賞。
続編に『新鉄拳チンミ』（月刊少年マガジン、全20巻、文庫版全10巻）、月刊少年マガジンにて現在連載中のシリーズ最新作『鉄拳チンミ　Legends(レジェンズ)』（2021年9月最新28巻が発売）があり、いずれも大長編ストーリーの物語となっている。また、番外編を描いた『鉄拳チンミ外伝』（2015年2月現在4巻）もある。
2019年頃から、コロナの影響もあって徐々に休載が増えており、刊行ペースも減っている。休載理由については不明であったが、月刊少年マガジン2023年9月号にて「休養期間が2年を越えようとしている中で、休養中に絵コンテを書き溜めて、現在それを原稿にする作業を始めている」というコメントが発表された。
本作品は1988年にアニメ化もされたが、ストーリーは漫画版と大きく異なるうえ、単行本のわずかな部分しか扱われていない。全20話。

## あらすじ

### 鉄拳チンミ
修行編
天性の身軽さと、天真爛漫な性格、そして類稀なる拳法の才能をもつ少年チンミ。姉と猿のゴクウとで平和に暮らしていたチンミは、大林寺建立100年目に現れ大林寺拳法を極めるという「拳精」をさがす旅をしていた大林寺の老師に見出され、大陸一とも言われる「大林寺」に入門することになる。
仲間たちと厳しい修行を続けたチンミは、大僧正たちからもその才能を高く評価され、数々の試練や修行を行いながら大林寺の老師たちから数々の秘伝を授かり、強敵と戦い勝利することで才能を開花させていく。
盲目ながら棍法の達人リキの下で修行中に、後に最大のライバルになる棍法の天才シーファンと勝負をするが、3戦し2度完敗を喫してしまい、3戦目でかろうじて引き分けとなった。
その後、チンミは大林寺のワクに収まりきれなくなり、東林寺のヨーセン道士の弟子になる。しかし、高齢のヨーセン道士が修行中に危篤に陥ってしまう。だが、身体の小さな者でも大男に対抗できるという「通背拳」を伝授され体得するのだった。
道中編
ヨーセン道士の死後、大林寺以外の世界を見るため旅にでたチンミは、そこで様々な人達と出会い、新たな技や知識を体得しながら、各地で悪人や武闘家たちと戦って勝利を収めている。
オウドウ編
旅の途中大僧正が倒れたことを知り、急いで大林寺に戻ったチンミだったが、大林寺はかつての門下生オウドウと2匹の虎たちにより占領され、大僧正は監禁されていた。かつてヨーセン道士に師事し、チンミ以上の通背拳を操る気功拳の使い手オウドウを倒すため、その破壊力の凄まじさから封印されたという大林寺最大の奥義・殺人拳「雷神」を使ってオウドウに勝利する。
しかし、殺人拳を使ってしまった責任を感じて、チンミは大林寺を出ることを決意する。しかし偶然リキに出会い、街の声やリキの助言により再び大林寺に戻るのだった。「雷神」により瀕死となっていたオウドウは、大僧正により治療を受けた深夜、寝所を綺麗に整えて去っていった。
風の群狼編
やがて、その類まれな実力が評価されたチンミは、若くして大林寺の師範として認められ、グンテやココウを始めとした弟子を持つことになる。しばらくして、グンテの故郷ナジルが騎馬民族“風の群狼”の標的になっていることを知り、チンミは弟子を引き連れて先行隊としてナジルへ向かうことになる。
圧倒的な戦力差から、ナジルの街に籠城して防御に徹して、街の人たちと共に“風の群狼”と戦うことになり、大林寺と国軍の援軍により見事勝利する。その際、“風の群狼”の首領ゲンマと戦い、チンミは勝利する。
天覧武道会編
この「ナジルの戦い」でのチンミ達の功績は、都の皇帝陛下の耳にも入り、国軍の将軍であるオウリンに都に招待される。そこで皇帝陛下に会い、毎年恒例の天覧武道会に大林寺代表として出場が決まる。天覧武道会にシーファンが出場することを知り、会いにいくが、シーファンはシンサイに傀儡針で操られていた。大会の開催直前にオウリンから皇帝暗殺計画を聞かされ、優勝してほしいと頼まれる。
初戦から通背拳を使い準決勝ではイリュウを、決勝ではタンタンに勝利し、チンミは甲組（武器なし）部門で優勝する。そして、乙（武器あり）部門で優勝したシーファンと統一戦で戦うことになる。試合中にシーファンの傀儡針による洗脳を解くため「百会」のツボを突くが、洗脳は解けず、最後は通背拳で勝利する。
試合後、2人の武名を称えるため近づいてきた皇帝陛下をシンサイの針から守り、皇帝暗殺計画の阻止に成功し、翌日の表彰の儀の後皇帝陛下直々に謝意を表される。そしてシーファンとも別れ、大林寺に戻るのだった。

### 新鉄拳チンミ
カナン自治区編
南の辺境自治区カナンの同門・興林寺と連絡が取れないことを危惧した大僧正の命によりチンミが使者として赴くことになる。道中知り合ったプーシンと共にカナンに到着したチンミは、前国主一族を殺して地位を簒奪したジライの圧制によって、住民達が苦しめられている現状を目の当たりにする。
前国主の一人娘 ホウジュンを中心とした「カナン解放運動」に合流したチンミは、彼らの計画に協力することを決意。他の仲間達が国主軍を鉱山で足止めしている隙に、ホウジュン達と共に国主の宮殿に潜入したチンミは、自分を獲物と付け狙う憲兵隊長ソウビを撃破し、ジライをあと一歩のところまで追い詰めるが、駆け付けたボル将軍によって阻まれる。
ホウジュン達にジライを追わせるため、ボル将軍との対決を挑むチンミだったが、恵まれた体格とチンミ以上の天賦の才を併せ持つ、桁違いの強さを誇るボル将軍に徐々に追い詰められる。遂に殺人拳「雷神」の封印を解くも、逆にボル将軍に「雷神」を習得され、絶体絶命の窮地に陥ってしまう。最後の力を振り絞った反撃を決め、ボル将軍を城壁から突き落として勝利を収める。
一方、ホウジュンもジライの執念深い抵抗に苦しめられながらも、他のカナン住民達の協力もあってジライを捕縛することに成功。「カナン解放運動」は住民達の勝利で終わった。
水軍編
「カナン解放運動」に関する報告によりチンミへの評価をさらに高めた皇帝陛下は、かねてより苦慮していた「水軍への密偵の任」をチンミに託すことを決定。恩師でもあるズイウン提督への親書と、最近動きの怪しい水軍内偵の勅命をチンミに与える。同じく勅命を受けたシーファン、タンタンと共に水軍の本拠地カレイに向かったチンミは、丁度行われていた新兵募集を利用して水軍司令部「軍船島」に潜入する。
チンミから親書を受け取ったズイウンは、今回の事態が自分を補佐する副官の一人カイオンの企みであることに気付く。カイオンは、ライバルであるもう一人の副官チョウリュウを含めた邪魔者を全て始末した上で、自分が新提督となる計画を進めていた。ズイウンはカイオンを処罰しようとするが、既に兵の大半はカイオンの傘下にあったため逆に拘束され、チンミもまた艦から夜の海に突き落とされてしまう。
いよいよカイオン艦隊によるチョウリュウ艦隊への攻撃が始まるが、カイオンの計画は超人的な体力で夜の海と陸路を走破し切って帰還したチンミの妨害工作と、異常事態を素早く察知したチョウリュウの判断力、カイオンの旗艦に乗り込んで暴れ始めたシーファン・タンタンの活躍もあって次々と狂わされ、ズイウンの奪還まで果たされてしまう。
追い詰められたカイオンは配下最強の「第一海兵部隊」を投入して、皇帝の密使であるチンミ達とズイウンが避難した艦を潰すことで、全てを闇に葬ろうとする。しかし、第一海兵部隊はチンミ達3人の体力の限界を超えた奮闘により撃退され、残ったカイオン傘下の艦はチョウリュウの命をかけた作戦により撃沈。カイオン自身も崩壊する旗艦と共に海の藻屑と消え、その野望は完全に潰えることになった。
無事任務を達成したチンミ達は、皇帝陛下に報告するべく馬車で都に向かうのだった。

### 鉄拳チンミLegends
悪党街マウロン編
皇帝陛下の呼び掛けにより、近隣諸国の代表を招いての友好式典が行われることとなった。ミト姫は自国の代表としてこれに参加することになったが、常に王族としての立場に縛られることに嫌気の差していた彼女はこの機に羽を伸ばそうと旅の途中で宿を抜け出す。しばし自由を満喫したミト姫だったが、人攫いに「異国の姫のそっくりさん」と勘違いされ誘拐されてしまう。武術指導の旅の最中、偶然その現場を目撃していたチンミとグンテは誘拐犯を追跡、悪党街と名高いマウロンに辿り着く。
高い岩山の上にあるマウロンの顔役ゼイガンの砦に連れていかれてしまったミト姫を救出するべく、目的を同じくする近衛兵隊長ダルトと手を組んだチンミ達は侵入困難がゆえに監視の無い断崖絶壁への“岩登り”を敢行する。時を同じくして監禁部屋から自力で脱出したミト姫を巡り、侵入に成功したチンミ達とゼイガン砦の誇る十人衆との戦いが繰り広げられる。十人衆を9人まで撃破し一時はミト姫を奪還するも、十人衆最後の1人にして最強の実力者であるガンテイによってミト姫とグンテ達が再度捕らえられてしまう。
何とか犠牲者を出さずに事態を収拾しようとするミト姫に対し、ゼイガンはミト姫と護衛全員の生還をかけてのガンテイと決闘を提案。先鋒を買って出たチンミはガンテイの黒翼剪剣に翻弄されながらも一瞬の勝機を逃さず勝利する。ゼイガンはミト姫に上に立つ者の心構えを説くと共に、約束を守ってチンミ達全員を解放する。チンミ、グンテと別れたミト姫は、当初の予定通りに国の代表として友好式典に出席するのだった。
水害編
度重なるチンミの英雄的活躍に対して、皇帝陛下は彼に「国家功労賞」を授与することを決定。その授与式のためにオウリン将軍が大林寺を訪れることになったが、その一団の後ろにはチンミを慕うオウリンの一人娘レンカの姿もあった。
そんな中、降り続ける雨の影響で、ヤンの村近くの川では大水が起こりかけていた。親方一家が避難を始めた矢先、遂に大水が発生。流れてきた流木に生まれたばかりの双子の赤ん坊が入った籠が引っ掛けられてしまう。赤ん坊を助けようとするヤンだったが、それと引き換えに今度は自身が川に引きずり込まれ、チンミもまたヤンを救うべく荒れ狂う川に飛び込み、無事生還を果たす。
暗殺者編
国家功労賞を授与されたことで、大林寺にはチンミと戦って名を挙げるべく、多くの拳法家が押しかけていた。そんな中で、雇われた暗殺者たちがチンミを襲うようになる。理由も分からない中で、仕込み杖使いのトウザなど次々と襲ってくる刺客達と戦いこれを撃破する.
自分のせいで周囲の人々に危害が及ぶことを恐れたチンミは、国軍の武術指導のため王都に招かれたことをきっかけに国軍の若手の代表であるセキトや同輩のジンタン、ビケイらと共に大林寺を後にする。しかし、そこに暗殺者集団が襲撃し、チンミは拉致されて暗殺者集団のアジトに監禁されてしまう。

## 登場人物

### 大林寺
チンミ
声 - 坂本千夏
本作の主人公。天性の身軽さと、天真爛漫な素直さ、類稀なる拳法の才能をもつ少年。旅の老師に「拳精」として見出され、大林寺に迎えられ、修行により在家の師範として様々な活躍をしている。そして、師範となってからも弟子たちに教えながら（猿拳の歩法を教えるなど）も自らも身体を鍛えることを怠っていない。ストーリー序盤では、持ち前の素直な性格から、砂が水を飲むように、修行により極意を会得していった。大長編に入ってからは、修行の過程よりも強大な敵との戦いが描かれるようになった。
自然の中で暮らすうちに身に着けた身体能力と勘の鋭さからくるスピードのある攻防とトリッキーな戦術、必殺技「通背拳」や「一指拳」を得意とする。また、大林寺の秘伝で、封印されていた「雷神」を会得している。圧倒的な強さの敵に対しても決して勝負を捨てず、強力な技を何度も受けながらも戦い続ける精神力と体力を兼ね備えている。巨大な熊と戦って勝利したり、常人では考えられない体験を生き抜いている。現在、都の緑営の兵士達に武術指導するための旅の道中。
猿のゴクウとは、幼い頃からの親友である。両親は幼いころ他界しており、姉のメイリンとゴクウと共に飲食店を営みながら暮らしていた。お酒に目がなく、連載初期には飲酒するシーンが度々描かれたが徐々に見られなくなっていった。
チンミの年齢は、鉄拳チンミ34巻の作者コメントによると、連載開始当初は13歳くらいで、天覧武道会の時点では16～18歳くらいと幅を持たせた表現をしている。
老師（ろうし）
声 - 増岡弘
大林寺の老師で名前はロン（ナジルの戦いの際に大僧正より呼ばれた）。「拳精」を探す旅の途中でチンミと出会い、大林寺に迎える。チンミのことを「チンミどの」と呼ぶ。酒好きであり酔拳（北派酔拳＝魯智深酔拳、武松酔拳）の使い手。また旅を多くしており薬草等の知識が豊富であり怪我の多いチンミを治療したり相談相手になっている。
アニメ版ではローという名前になっている。
大僧正（だいそうじょう）
声 - 緒方賢一
大林寺総本山の大僧正。チンミに入門試験など様々な試練や助言を与え才能を開花させていった。病に倒れ大林寺をオウドウに占領された際、チンミを殺人者にしないため雷神を受け瀕死のオウドウを助けた。
ジン・タン
声 - 中原茂
大林寺の門下生。強くなりたいという想いが強く、練習熱心であり実力もある。勝つためには手段を選ばず、禁じ手である急所を両手と足で三箇所同時に攻撃する三壊拳を編み出した。チンミに敗れた後改心し親友になる。後に入門したビケイとコンビを組むことが多く、オウドウ編・風の群狼編などでは一緒に行動していた。 Legendsの時点で名前の「・（中黒）」がなくなりジンタンと呼ばれている。
アニメ版では商標の問題から「キン・タン」という名前になっている。
テンドウ禅師（テンドウぜんじ）
声 - 藤本譲
大林寺の出家の師範で、深山行での修行でチンミを指導した人物。チンミに相手の力を利用し最小限の力で最大限の力を出す方法や、気配を完全に消し岩になる方法、明鏡止水の心を伝授した。23巻でカイホウ道士と誤表記されている。
リュウカイ
声 - 難波圭一
大林寺の出家の師範であり気功法の使い手。武者修行の旅に出ており帰山後、チンミとの試合で深山行に対する思い上がりを指摘した。過去に試合でペイの容態に気づかず試合をした結果、死なせてしまったことに責任を感じ、自らつらく厳しい武者修行の旅に出た。風の群狼編では大林寺の援軍のリーダーとして、仲間達と共にナジルに駆け付けた。
師範として成長したチンミが「総本山の修行者全員が一番頼りにしている」「あなたを超えた弟子などいない」と評するようにその高い実力と高潔な人柄で大林寺総本山の精神的支柱ともいえる存在。しかしそれゆえにウォンの毒手拳に不覚をとったり、オウドウに手も足も出ず敗れて晒しものにされたりとチンミの前座的扱いをされてしまうこともある。
リキ
声 - 若本規夫
大林寺の師範であり棍法の達人。失明しているが心の目をもっており気配、音、においなど他の感覚を研ぎ澄ますことにより物事の本質が見えるため目でものを見ている人より物事がよく見える。実力はチャア、シュウ、メンの3人同時や大男のテイキを圧倒するほどである。
その後チンミが大林寺を救うためオウドウに雷神を使い、責任を感じて大林寺を出て行ったときには活人拳と殺人拳の違いは技ではなく使う人の心の問題など助言した。
アニメ版では設定が異なり、諸国修行中に大林寺に立ち寄り、チンミに棍法の真髄や心の目を伝授した。世に並ぶ者なし言われるほどの実力があり、「棍法の鬼」と呼ばれる。
シーファン
声 - 向殿あさみ
チンミがリキの下で棍法の修行中に出会った最大の好敵手でもあり、親友でもある。武器は棍・必殺技は捻糸棍。普段はおとなしい性格だが、戦いが始まると形相が変わり凄まじい攻撃をする。これはソシュウ禅師の教えで最後まで諦めず勝利への執念が強いためである。また、自分はまだまだ強くなれると信じており修行熱心である。リキの所に滞在中にチンミと3回試合をして初戦、2回目は完勝し3回目は引き分けとなった。
その後、天覧武道大会編に登場したときはシンサイに傀儡針で操られ皇帝暗殺計画の手駒にされる。天覧武道大会開催直前に道場破りで昨年の上位陣を出場不能にした。大会では刃物相手を苦もせず、準決勝ではタイリョウを、決勝ではシバを破り甲乙統一戦でチンミと戦う。序盤から優勢だったが、傀儡針による洗脳を解くため「百会」のツボを突かれ一時洗脳は解けるが、再び洗脳状態になる。最後は通背拳をくらい敗れる。試合後、シンサイが皇帝を暗殺しようとしたとき無意識だが洗脳が解け、皇帝を救った。翌日に洗脳は完全に解け、皇帝に命の恩人として直々に感謝される。
ソシュウ禅師（ソシュウぜんじ）
声 - 辻村真人
リキとシーファンの師匠。チンミは孫弟子にあたる。シーファンと旅の途中にリキの下に訪れ、シーファンに敗れたチンミに「おのれに限界をつくるな」ということを教えた。その後、天覧武道大会編ではシンサイに監禁され皇帝暗殺計画を阻止しようとするチンミを脅すため人質にされるが、シバによって助けられる。
ヨーセン道士（ヨーセンどうし）
声 - 仲木隆司
東林寺に住むチンミ、オウドウの師匠。高齢だが大林寺の長い歴史上でも屈指の拳法の天才であり、通背拳・雷神といった気功系の奥義を体得し、凶暴な人食い虎を指一本で倒したという伝説を持っている達人中の達人である。チンミに大林寺拳法は実戦では役に立たないと言い放ち、気配を敏感に察知することや一撃必殺など実戦拳法を伝授する。オウドウには修行を刀の研ぎに例え、斬れる刀（技）を持つ者には鞘（心）が必要と教えていたが、それは後述する自身の苦い体験が元になっている。大の酒好きで、一見すると浮浪者のようにも見える酔っ払いの老人だが、町の人々を外国の兵隊やゴロツキの乱暴から守っているため人々からは慕われている。
雷神の使い手でもあり、ある地方でおこった騒乱を鎮めるために派遣され、そこで初めて雷神を実戦で使った。だがその威力は予想をはるかに超えるものであり、その後は精神的に大きな苦しみを背負うことになり、戦いの場から退いて隠居の身となった。
その度を過ぎた酒好きが災いして、内臓が取り返しがつかないほどに悪くなり危篤状態になるが、最後はチンミの通背拳体得を見届けて静かに逝去した。死後、彼の徳を偲んで大勢の人々が墓参りに訪れていた。
外伝にて大林寺入門前のチンミと出会っていたことが判明した。
ビケイ
初登場時は渡し舟の船頭をしていた。ガマガエルのように醜い姿をしているため幼少の時から馬鹿にされ続け拳法で身をたてようとしたが、どの道場にも門前払いにされ、1人で修行に励みガマ拳法を編み出した。しかしガマ拳法完成後は危険人物として憎まれ、結局拳法家として認められることはなかった。その復讐心を満たすため、船頭をしながら拳法家が訪れるたびに辻斬りを仕掛け、足の腱を切り拳法ができない体にしていたが、ある日たまたま彼の船に乗ったチンミに辻斬りを仕掛け、ガマ拳法で追い詰めるものの敗れる。敗れた後、改心しチンミの提案で大林寺に入門することになった。大林寺ではジン・タンと仲がよくチンミの弟子達にガマ拳法を教えている。
ココウ
チンミの弟子。動物が好きで動物の動きに詳しい。両親はすでに他界しており、山の中で独りで暮らしている。家の近くを飛び回っているつがいのオオタカを、いつも見守ってくれている気がするので「親父さん」、「お袋さん」と呼んでいる。この大鷹を動物調査団を名乗る人達が罠を仕掛け捕まえようとしたのを知り、不意打ちをして報復にあうがチンミに助けられる。「ナジルの戦い」ではチンミと共に先発隊としてナジルに派遣され、“風の群狼”と戦う。
クッパ
チンミの弟子。腕力が相当強いらしいがグンテには敵わなかった。「ナジルの戦い」ではチンミと共に先発隊としてナジルに派遣され、“風の群狼”と戦う。
サンチュウ
チンミの弟子。「ナジルの戦い」ではチンミと共に先発隊としてナジルに派遣され、“風の群狼”と戦う。
ナムル
チンミの弟子。「ナジルの戦い」ではチンミと共に先発隊としてナジルに派遣され、“風の群狼”と戦う。
ユッケ
チンミの弟子。「ナジルの戦い」ではチンミと共に先発隊としてナジルに派遣され、“風の群狼”と戦う。
ヨンファ
チンミの弟子。「ナジルの戦い」ではチンミと共に先発隊としてナジルに派遣され、“風の群狼”と戦う。
グンテ
チンミの弟子。ナジル出身で手の付けられない悪ガキだったため大林寺に預けられる形で入門した。他の弟子達に比べ実力があり、棍法の修行ではリキが一目置くほどであるが、調子に乗りやすく自信過剰の性格なため嫌われる。しかし常に上を目指しており影で努力するなど根は真面目である。町でチンピラとトラブルになり痛めつけられるがチンミに助けられ、大林寺師範の実力と大林寺拳法が目指すものの本当の意味を知り改心する。「ナジルの戦い」ではチンミと共に先発隊として故郷のナジルを守るため派遣され、“風の群狼”と戦う。チンミの作戦で“風の群狼”の中に忍び込むが、見破られ重傷を負わされる。その後、意識が回復し勝利に導く活躍をする。その戦いの後で、負傷した“風の群狼”の一員を助けたり(そのことを本人は決して仲間達の前で口に出さなかった)と、おぼろげながらも「本当の武道家」の心に目覚めた部分も見られる。
シエン
裏社会の大物である叔父のジバンが関係する抗争に巻き込まれたことで両親を失い、大林寺に預けられた少年。拳法の心得はないが足には自信があり、拉致されたチンミの捜索隊に先回りして追いつくほど。同時に入門したフッコウとはある意味いいコンビとなっている。
フッコウ
元々はチンミ目当てに大林寺を訪れたとある流派の門下生の一人だったが、大林寺の真の力を知ったことで流派に見切りを付けて大林寺への入門を決意する。その際に兄弟子達からリンチを受けるが、全員を返り討ちにし、また手加減なしのグンテの攻撃を凌ぎ切るなど、実力は確か。

### その他の拳法家
シオン
チンミが旅の途中に出会ったある町の拳法家。町のチンピラの乱暴から町人を救っていたり、町はずれで子供達に勉強と拳法を教えているため町人からは慕われている。旋風拳の使い手でありチンピラからは恐れられている。
チンミに試合を申し込まれ一旦は断るが、たんなる興味本位ではない真摯な姿勢を見て試合を受ける。試合では幾度なくチンミを圧倒するが、最後は旋風拳の弱点を突かれ敗れる。
リクウ
シオンの父親。チンミに旋風拳を破るには相手の呼吸を盗めと助言する。
レイメン先生
ある町の老拳法家。チンミに鉄巨人攻略法である、鎧の内側の肉体にダメージを与える衝撃波の打ち方を伝授した。
リホウ
京林寺（けいりんじ）の拳法家。ヌンチャクの使い手。楽陽道（らくようどう）を不審に思い、その正体を調べている。京林寺の住職であった祖父と父親も楽陽道を調べていたが、ユマリ教祖によって火事を装って殺されてしまった。

### 天覧武道大会
タンタン
師匠の無念をはらすため天覧武道大会に出場した南斗円脚拳の使い手。自分の足技に自信を持っており両手をブラ下げた状態で足技だけで戦うが、危機を感じた時は拳や頭突きを使う。甲組準決勝では昨年の優勝者のブメイを右脹ら脛を痛めるも、南斗夾撃踵で破り、決勝戦ではチンミを天砲脚で追い詰めるも敗れる。その後、シンサイによって誘拐されたレンカを救出し、皇帝暗殺計画を阻止したとして皇帝陛下に感謝される。
大会後もシーファンと共にチンミとは度々共闘しており、好敵手かつ親友として関係を深めている。ひどい船酔いをする体質であり、海と船が苦手。
シバ
天覧武道大会に出場した護手双鉤の使い手。元は警吏であり捕らえた山賊に脱獄され弟のシュウ以外の家族を皆殺しにされ、上司のやり方に不満を持ち警吏を辞め賞金稼ぎになり指名手配された凶悪犯、特に賞金額の多い殺人犯を捕らえ実績を上げた。その後、弟のシュウと共に暮らすため賞金稼ぎから足を洗い、町で護手双鉤の道場を開くため皇帝陛下のお墨付きをもらうため天覧武道大会に出場する。乙組部門の初戦で昨年の武器部門の優勝者、柳槍術（りゅうそうじゅつ）のタイゲンを、準決勝で三節棍のセンカイを破るも、決勝戦直前にシンサイの部下にしびれ薬のついた針を刺されシーファンと戦うが敗れる。その後、本物のソシュウ禅師を救出し、皇帝暗殺計画を阻止したとして皇帝陛下に感謝される。
常に賞金稼ぎ時代にできた傷をさらしており、その傷を見て未熟だったころの自分を思い出して戒めている。ちなみに未熟でなくなったときは、その傷をつけた相手を見つけ出し、殺したときであるとしている。
カナン開放編にてシーファン、タンタンと共にチンミの救援に駆け付ける構想があったが実現せず、他の二人は水軍編にてチンミとの共闘を果たしたが彼だけは再登場の機会に恵まれないままである。
ブメイ
天覧武道会の出場者であり前大会の総合優勝者。正統派の剛拳で鳴らす北宋拳（ほくそうけん）の使い手で、心・技・体を完璧に揃えた実力者。甲組準決勝でタンタンに破れるが、大会直前にシンサイによる上位陣潰しに襲われた際に背中に傷を負っていた為、本来の力で挑んでいた場合の勝敗は不明。ブメイ本人はこの傷を受けた事自体が自身の未熟さの証であると受け止めており、内心では悔しがっていたものの言い訳は一切しなかった。
センカイ
天覧武道大会の出場者であり、三節棍の使い手。乙組準決勝でシバと戦い、三節棍の変化する間合いを駆使して猛攻を仕掛けるが、結局シバの体には触れることができず敗れる。
タイゲン
天覧武道大会の出場者であり、柳槍術の使い手。前回大会での乙組優勝者であり、甲・乙統一決戦でブメイに敗れた。雪辱を期して本大会にも出場し、乙組一回戦でシバと戦うが敗れる。
じいさん
タンタンの師匠で南斗円脚拳の創始者。かつて天覧武道会に出場し甲組で優勝を果たし、甲・乙統一決戦に臨むも相手の武器により両腕に深手を負う。しかし勝利への執着が激しく足技だけで戦い相手を圧倒するが出血多量で意識を失い敗れる。その後、両腕とも切断する結果となった。タンタンの戦いを見届けた後、タンタンと共にシンサイに誘拐されたレンカを救う。

### 皇帝・国軍の関係者
皇帝陛下（こうていへいか）
チンミの住んでいる中国全土を治める最高権力者。「ナジルの戦い」で著しい武功をあげたチンミの噂に興味を持ち、チンミを都へ呼び寄せた上に天覧武道会へ出場するよう命じた。年はまだ若いが非常に聡明で、高い政治力と確固とした決断力を持つ。また武勇を尊ぶ性格で、自身もかなりの武術の心得がある。チンミとの初対面の際には、身分を隠してわざと乱れた服装で現れ、大人が持つのに苦労するほど重い棍を軽々と振り回し、不意討ちをしてチンミの実力を試そうとした。幼少のころ都を追放したシンサイが計画した皇帝暗殺計画により命を狙われるが、チンミ、シーファン、タンタン、シバにより計画は阻止された。このとき十年以上前に一度会っただけのシンサイを即座に見抜き、事情を瞬時に察するなど洞察力に優れ、人を見る目も確かである。そして命の恩人たちに謝意を表し恩を感じたら地位に関係なく礼を尽くすなど、人間としての器が大きい。
オウリン
国軍の将軍であり近衛軍の教頭（武術師範）。普段は穏健かつ沈着冷静な人物で皇帝陛下の信頼も厚い一方、戦いの時には常に先頭に立って敵陣へ突き進んで行く勇敢な武人でもある。チンミとの最初の出会いはゴズイとの戦いの時であり、その後「ナジルの戦い」で再会した。「ナジルの戦い」では自ら国軍を率い、大林寺と協力して“風の群狼”を壊滅させた。ゴズイとの戦いやナジルの戦いでチンミの功績を讃えチンミを都に招待した。皇帝暗殺計画の阻止をチンミに託す。
レンカ
オウリンの一人娘。強い人が好きでありチンミがオウリンの家を訪れた際、不意討ちをし力を試した。他の兵士が訪れた際も試している。天覧武道会統一決戦直前にシンサイに誘拐されるがタンタンなどに救われる。
ズイウン
水軍最高責任者である提督。皇帝陛下に軍事面での帝王学を教授した恩師でもあり、厚い信頼を寄せられている人格者。「決してあきらめるな」が口癖であり基本理念。
カイオンの歪みを見抜いてチョウリュウを後継者に選ぶも、その闇の深さまでは測り切れずにカイオンの暴走を許してしまう。カイオンに薬と偽って毒を盛られて体調を崩し、いざという時の切り札として拘束されるが、チンミ達の活躍によって無事救出される。
チョウリュウ
ズイウン提督を補佐する副官の一人であり、次期提督と目されている。いかなる時も全体を見渡す視野の広さと冷静さによる高い指揮力と決して諦めない強い精神力の持ち主。チンミがゴクウに掲げさせた破れた提督旗やカイオン艦隊の動きの不自然さから即座にカイオンの企みを見抜き、的確な判断でカイオンの計画を大幅に狂わせる。事件解決後は新しい提督に就任した。
セキト
国軍の若手の部隊を率いる部隊長で、暗殺者に狙われているチンミを都まで護衛する任務に抜擢される。国軍の代表としてチンミたち大林寺の拳士には密かに対抗心を燃やしており、友人代表の護衛として名乗り出たジンタンとビケイが軍に対して軽口を叩いた時には内心ムッとしていた。

### カナン自治区
ホウジュン
女性ながら強い意志と男性顔負けの武術の腕前を持つ「カナン解放運動」の中心人物。出会ったばかりの頃はチンミやプーシンにも警戒の目を向けていたが、チンミの実力と人柄を目の当たりにして全幅の信頼を寄せるようになる。本名はリイで、ジライによって皆殺しにされた前国主の一人娘にして一族最後の生き残り。
プーシン
職探しにカナンへ向かっていた元農夫。なまずヒゲが特徴。大言壮語する癖があるお調子者だがカナンの現状を知って命がけの解放運動に参加する義侠心の持ち主でもあり、戦力としては役に立たなかったが要所要所で解放運動参加者達に活を入れて士気を保つというある意味重要な役割を果たしたことでカナン住民達からは英雄視されるようになった。我流の剣術に謎の自信を持っていたが、チンミの凄まじい実力に流石に身の程を知り、カナン解放後はキリの両親を手伝って農夫としてカナンに落ち着いた。
ポウロ
カナンの漁師。キリの養父。カナンに侵入したチンミを助けたことでキリと共に憲兵に囚われかけるがチンミに救出され、「カナン解放運動」に参加する。宮殿や鉱山への襲撃には参加せず、漁師仲間と共に鉱山からの出口と思われる川を担当。舟で逃げ出そうとしたジライを捕まえるという大金星を上げる。
キリ
カナン住民の少年。元は農家の子供だったが、両親がジライに捕らえられた際にボウロの養子ということで難を逃れていた。プーシンに懐いており、「カナン解放運動」参加後は主にプーシンと行動を共にしていた。カナン解放後は無事だった両親と再会を果たす。

### 近隣諸国の関係者
ミト
中国近隣の某国の姫君。中国皇帝主催の友好式典の代表に選ばれるが、王族としての立場に縛られる自分の人生に嫌気が差しており、国許を離れた場所で気晴らしをしようと宿を抜け出したところを誘拐され、ゼイガン砦に連れていかれてしまう。王族としての責任感の薄いお転婆姫だが、肝の太さや相手の本質を見抜く洞察力はかなりのものであり、悪党街のボスであるゼイガンにも一目置かれる。マウロンでの一件を通して人の上に立つ者として心構えを学び、友好式典では代表としての責務を立派に果たした。
ダルト
ミト姫の護衛を務める近衛兵隊長。元は貧民街の出身だったが剣の腕前をミト姫に評価されて近衛兵に抜擢されたためにミト姫に対する忠誠心は人一倍強い。当初はチンミとグンテを馬泥棒や姫を攫った一味の仲間と誤解していたために険悪な態度だったが、誤解が解けた後は異国の人間である自分達のために命がけで戦ってくれる二人に感謝の姿勢を見せ、マウロンから生還した後はチンミを師として仰ぐようになった。
ペグ
近衛兵大隊長。ダルトとは別口の通常の交渉でミト姫を取り戻そうと、ゼイガンの要求通りに本来友好式典での献上品を身代金として砦に入る。チンミやダルトの侵入がバレたことで違約行為として一時拘束されるが部下と共に自力で脱出。自身も槍の使い手としてかなりの名手であり、ダルト達と合流してゼイガンの手下達と戦い抜いた。

### マウロンや裏社会の関係者
ゼイガン
悪党街マウロンの顔役。敵対者や反逆者に対しては冷酷な恐ろしさを見せる一方で、自分の庇護下にある者には慈悲や寛容さを持ち合わせる懐の深い人物。通すべき筋を違えず、不測の事態を組織の引き締めに利用するなど、指導者としての高い手腕とカリスマを備えており、ミト姫に大きな成長を促した。
レイラ
ゼイガンの娘。裏社会の権力者の娘という立場に耐えられず家出を図り、その際に死亡したと思われていたが実は死を装っていただけであり、生き延びて後に結婚し子供をもうけていた（生きていること自体はゼイガンには見抜かれていた）。周囲の人間には、ゼイガンがミト姫に寛大な態度を示したのには彼女の存在が大きかったと思われている。
アンニン
ゼイガンの側近の女性。囚われたミト姫の世話を任された。明言されていないがホウチョウと同じく一般社会から弾き出されたところをゼイガンに拾われたらしく、ゼイガンや今のマウロンでの生活を守りたいと考えている。
ホウチョウ
ゼイガンの砦の料理長。小太りで顔に醜い傷があるなど怪しい風貌をしているが、実際は高い技術と客への持て成しの心を持つ真摯な料理人である。かつては貴族の屋敷で料理人をしていたがそこであるトラブルに巻き込まれ、真っ当な場所で生きられなくなったところをゼイガンに拾われた。このためゼイガンには強い恩義を感じているが、料理から自分の真心を汲んでくれたミト姫にも好感を持ち、彼女の逃亡を少しだけ手助けした。
ジバン
左肩に入れ墨を入れた謎の男。その正体は裏社会の大物で、当初大林寺を訪れた目的を明らかにせずリュウカイに警戒されるが、実は両親を失った甥のシエンを預ける前に大林寺がそれにふさわしい場所かを見極めようとしていただけだった。裏社会では顔が広く、ゼイガンや仕込み杖のトウザとも面識がある。

### その他
ゴクウ
声 - 江沢昌子
チンミと常に行動を共にするサル。チンミ曰く「ゴクウは飼っているのではなく、共に育った兄弟のような存在」とのことで、ゴクウが傷つけられた時には本気で怒り、普段見せることのないような形相と殺気を見せる。非常に頭がよくチンミや他の人間達の言葉も全て理解できているようで、度々チンミのサポートをこなしている。
メイリン
声 - 佐々木優子
チンミの姉。両親の他界後、チンミと2人で生きていくことを決意する。飲食店を営み、その評判は高い。大林寺に入門したチンミを一目見ようと会いに行くが、旅の途中に黒炎団にさらわれるもチンミに救出される。風の群狼編ではチンミが窮地に陥った際、メイリンの事を思い出しそれが再び闘志を取り戻させたことから、チンミの心の支えであることは確かである。後に嵐の日に知り合ったエイカンと結婚する。
ヤン
声 - 本多知恵子
大林寺の近くに住む野菜売りの少女。熱があるのに我慢して売り歩く途中にチンミと知り合い手伝ってもらう。両親は他界しており、祖父と暮らしている。高利貸しから借金をしており、高額の利子の支払いを要求される。利子が払えず売られそうになるが、チンミに助けられる。
チンミとは友達以上恋人未満のような微妙な関係を続けているが、水害でヤンが危機に陥った時は命を賭して助けるなどその絆は確かなものである。
ルウ
一指拳を編み出した医者。本が宝物であり家にいるときや、歩いているときでさえ読んでいる。医者であるが、凄まじい殺気を放つことができたり、拳法家並の動きをすることができる。チンミに人前で拳法の技を見せないことを約束に一指拳を伝授した。
ロウ
チンミと背格好が瓜二つの少年。7年前にハン率いる野盗に村を襲われ両親、妹を目の前で殺される。自身も背中を斬られ瀕死であったが旅の途中の老人に助けられる。傷が癒えた後は仇をとるため怪盗になりハンを探す。ハンの屋敷に忍び込み悪事を暴くと言い、それを信じ協力したチンミに濡れ衣を着せたため、チンミや町人の信用を失う。しかし、火事の家から逃げ遅れたチンミと少女を助ける一面もある。ハンを見つけた後、今までの話はすべて本当のことだと知ったチンミと協力しハンを倒す。ハンに止めを刺そうとするがチンミに止められ、その後は悪事からは足を洗い助けてくれた老人と暮らすことを決意したようである。
サイ
町医者であり楽陽道の阿芙蓉香（あふようこう）の正体はアヘンであると突き止めた。しかしその結果、ユマリ教祖に拉致されアヘンを吸わされ、禁断症状に苦しむがあらかじめ用意していた治療薬とチンミの献身的な看護のおかげで正気に戻る。
コウラン
トウロの町にある芝居小屋の花形役者。公演を町のゴロツキのベンネイ組によく妨害されているが、町の人々に人気があり、チンミもコウランの舞台を見て感動している。女性であり、拳法の心得もないのに、数人の男を息ひとつ乱すことなく倒すほどの実力を持つ。その秘密を知りたくコウラン一団への入団を希望したチンミの素質を見抜き、一団に迎えた。そこでチンミに拳法と芝居には近い要素があり、舞台を例えに、限られた空間を目測で正確な距離感をつかみ、空間を把握するよう教えた。当初チンミとは息が合わなかったが、相手の呼吸を盗み、動きを予測し対応することを思い出した後は、完璧になった。新公演の時にはベンネイ組に妨害されるも、チンミと協力しベンネイ組を倒し芝居も成功させた。
エイカン
嵐の日にメイリンと“印象的な出会い”をし、後に結婚した。大工の仕事をしながら彫刻の勉強をしている。ゆくゆくは完成したものが仏閣に納められ、そこを訪れる人達の心をなぐさめることを夢見ている。また数年前に両親をなくしており、その供養も含まれている。武術の心得はなくても、刺客に囲まれたチンミを助けようと勇気を奮って割って入ったり、チンミの両親が眠る墓に迫っていたイノシシからメイリン達を守ろうとしたりと、勇敢で心優しい性格でもある。
ソウエン
外伝1巻に登場した二胡奏者。奏者としての実力は確かで、後援者を求めて旅をしている途中で少年時代のチンミと出会い、強盗団事件を解決したチンミを見て彼をイメージする曲を即興で作った。
セイレン
外伝2巻に登場。薬作りを生業とするリュウカク家の少女。旅の途中、キノコに当たって運び込まれたチンミを看病し、家に伝わる秘薬である「龍丸」を与えてその命を救った。過去に弟を病で無くしており、彼とチンミとを重ね合わせている。
マレ
外伝3巻に登場。メイリンの食堂の常連客で、高級食材であるツバメの巣を扱う行商人。病気の親のために行商人をやめて農家を継ぐことを決意した矢先に盗賊に商品や所持金を奪われるが、チンミによって取り戻され、盗賊も退治された。
フーレン
外伝3巻に登場。大家族の農家の末娘で、凶作の折家計を心配して自ら口減らしのために家出した。人買い業者に襲われかけたことで強くなりたいとソシュウ禅師の棍法道場の門を叩き、ソシュウ禅師の企みで師範級の実力を持ちながら人付き合いが苦手で他人に指導したことのなかったシーファンに直弟子として付けられる。向こう気が強く生意気な性格で当初は優しげなシーファンを軽く見ていたが、その真の実力を目の当たりにして改めて弟子になることを申し出た。
コウシュ、ハクシュ
外伝4巻に登場。そっくりな顔をした双子だが、性格は正反対でコウシュは強気な性格で悪党専門の宝石泥棒、ハクシュは気弱な性格の一般人である。これが最後の仕事と二人で協力してセキハイ一家から宝石を盗むが、逃げる途中でハクシュが捕らえられ、成り行きで巻き込まれたタンタンに助けられる。

## 敵キャラクター

### 序盤の敵
頭岩兄弟（ずがんきょうだい）
声 - 小室正幸（兄）、石塚運昇（弟）
顔がまったく同じ、兄弟の2人組。チンミの店で勘定を踏み倒すなど悪名高く、ならず者で有名な兄弟。頭突きが得意。2人同時で攻撃する岩砕弾頭でチンミを追い詰めるが、最後は岩砕弾頭封じタコつぼ戦法で敗れる。
ウォン
声 - 井上和彦
雲南省の拳法家。弟のペイをリュウカイになぶり殺しにされたと誤解しており、仇をとるためリュウカイに果たし状を送る。毒手拳でリュウカイを倒すも、この行為に怒ったチンミと戦い敗れる。大僧正の言葉により、ペイは心臓病の発作で亡くなったという事実を聞かされ、リュウカイに謝罪する。その後チンミと黒炎団の戦いの際、ドウコに襲われそうになったチンミを助けたときの台詞から大林寺に入門したと思われるが、これ以降は登場することはなかった。
黒炎団（こくえんだん）
声 - 小関一（ザンギ）、幹本雄之（ドウコ）、笹岡繁蔵（リュウヒ） 他
ザンギ、ドウコ、リュウヒの3兄弟を中心にした極悪非道の集団。残忍な連中で略奪強盗は当たり前で、人を殺すことを楽しんでいる。噂では黒炎団に襲われ廃墟になった村はひとつやふたつではない。
3兄弟の長男ザンギは、黒炎団の首領であり硬射気道拳の使い手。チンミの気合を入れた攻撃を完全に見切るなど、かなりの実力を持っている。硬射気道拳をチンミに放ち一晩中苦しめるが、翌日チンミの打点を小さくし相手の力を利用する攻撃に敗れる。次男ドウコは戦う場面はなく実力は不明。リュウカイに後ろから首を絞められあっけなく降参する。三男リュウヒは主に刺股を使い、一度はチンミに勝つが、再戦では追い詰めるものの敗れる。
ディック・スタイナー
声 - 幹本雄之
中国人を見下す外国の水兵。町で暴れていてヨーセン道士に倒された水兵達の親分格。母国のスポーツ、ボクシングと中国拳法の試合を申し込む。親善試合と言っているが真の目的は中国人を殺すためである。ヨーセン道士に試合を申し込むが、ヨーセン道士の提案によりチンミと戦う。試合ではジャブでチンミをいたぶり遊んでいたが、チンミが大林寺拳法の底力を発揮、相打ちとなり、判定により引き分けとなる。その後、自ら負けを認めた。
初登場時にチンミとヨーセン道士が気づかないほど気配を完全に消し背後に回ったり、他の水兵が脅えるほどの威圧感を持っている。またジャブの威力は鍛えられたチンミでさえ、たった3発で脳震盪を起こすほどのものであり、ストレートの威力は分厚い水甕に穴を開け、さらに衝撃波で反対側にも穴を開けるという恐ろしい破壊力である。
ローエン
鋭裂拳の使い手であり、自分の名前を天下に知らしめるため、大林寺系列の寺を狙う拳法家。大林寺総本山を狙うためチンミと戦い、チンミを追いつめたが、拳を破壊され敗北する。
ソウシン、サイ
鉄掌拳の使い手であり鉄掌拳を使った大道芸をして金儲けをしている兄弟。ある町で弟のサイが芸を見せている時、それを見ていたチンミに因縁をつけ勝負を挑むが返り討ちに遭う。その夜に弟の仇を討つため兄のソウシンが勝負を挑む。弟はパワーだけだが、兄は身のこなしも素早く、チンミは苦戦を強いられる。2人とも悪人ではなく、試合後はチンミと和解した。
シゾウ兄弟
脅迫文を送り金を奪う、悪名高い兄弟。2人が連携し攻撃する死丁鎌の使い手。チンミが招待された家を襲った際、用心棒を倒し主人の子供を誘拐し金を要求した。翌日チンミと戦うが卍斬りの2人同時に前後から攻撃するという攻撃法を利用されてしまい同士討ちしてしまう。
ゴズイ
凶悪な脱獄囚であり賞金首。獄中ではあまりの凶暴さのため両手を鎖でつながれていたが、この鎖で獄鎖拳を編み出し、役人を殺し脱獄した。今では町の道場に居座りゴロツキを集め町を牛耳っている。あまりの強さに役人も手が出せず、賞金をかけているが、いまだ倒す者はいない。獄鎖拳の名を天下に轟かせるためチンミと戦い、終始チンミを圧倒するが最後は破れ、役人に身柄を拘束される。
ゼクウ
徳利村の悪代官。徳利村は生活水を徳利山にある貯水池に頼っており、その貯水池の水門を自由に開閉できることに目をつけ、それを武器に村人に法外な年貢を要求した。村人が要求どおりの年貢を収めることができなかったため、水門を閉じた。チシュウ、スイシュウ、テンシュウの3兄弟の父親。
テンシュウ
ゼクウ3兄弟の末弟。半月拳の使い手であり、徳利山の水門があるゼクウの館の壱ノ門を守っている。水門を開けに来たチンミと戦うが、半月拳の攻撃法を利用されてしまい半月刀を腹に受け敗れる。スイシュウの話では死亡したことになっていたが、後に刑務所に入ったことになっている。
スイシュウ
ゼクウ3兄弟の次兄。旋刀拳の使い手であり、徳利山の水門があるゼクウの館の弐ノ門を守っている。テンシュウを敗ったチンミと戦い崖っぷちまで追い詰めるが、断崖絶壁から蹴り落とされる。
チシュウ
ゼクウ3兄弟の長兄。龍爪拳の使い手であり、水門を開くためのハンドルの鍵を所持している。相手を油断させ不意打ちを仕掛ける卑劣な男。龍爪拳を破壊されるとあっさりとやられてしまった。
鉄巨人（てっきょじん）
日輪峠で商人の積荷を襲う山賊の首領。全身が鉄の鎧で覆われており刃物が通じないほどの防御力がある。流派はないが拳法の心得があり護衛を瞬時に倒したり、大人2人がかりでやっと持てる鉄棒を片手で軽々と振り回すほどの腕力があるなど、チンミはその実力の前に手も足も出ず逃げ帰るほどである。後にレイメン先生に伝授された衝撃波を鎧ごしに打ち込まれ敗れる。
ギオウ
片腕で片脚が義足の拳法家。拳法の才能はあるが、試合の相手を「敵」とみなし徹底的に痛めつけ、そのダメージでしか力の度合いを計ることができない。ある日、3人組の道場破りが現れ、たまたま居合わせたギオウは道場破りということもあり、歯止めが利かなくなったため完膚無きまで叩きのめし、半殺しにしてしまう。翌日、道場を守るためとはいえ、やりすぎと思ったフシン先生によって破門にされる。その後、この事件の恨みで10数人に闇討ちに遭い、一命はとりとめたものの、左腕と右脚を失い町から姿を消した。1年後、執念により会得した弧杖拳を身につけ再び町にもどってきた。チンミと戦い、杖を支点とし回転蹴りを加える弧杖拳により終始圧倒するが、チンミに杖を掴まれ回転を止められたため、敗北する。試合後、チンミの優しさに触れ、真の敗北は体の痛みではなく心で感じることだと知り、再び道場に戻るため一から出直す旅に出た。
ガゼル
金鉱「金獄山」の獄長で、拐（かい）を使う斬伐拳の使い手である。脱走者を処刑したり、人が過労で死んでもなんとも思わない非情な男である。大林寺拳法の実力を知るため、公開試合にチンミを指名する。試合では棍を持ったチンミを圧倒するが、チンミの作戦により拐（かい）を肩に受けてしまい敗れる。脱走者と戦う際に武器を渡したり、チンミの特訓を見逃すなど余裕を見せるほどの実力がある。
ハン
村々を襲い食料、金品を奪う野盗の首領。襲った村にはロウの住む村もあり、ロウの両親、妹を殺害する。その復讐のためロウに命を狙われることになる。刃先が伸びる竜槍棍（りゅうそうこん）を使うがチンミとロウの連携攻撃に敗れる。
ゲンバ、ゲンヨウ、ゲンケイ
長江を往来する商船を海竜船で襲う海賊。船の揺れを利用する波しょう拳を使う。チンミと一度目の勝負では、船上の戦いに慣れないとはいえ、チンミをゲンケイ1人で圧倒する。再戦では油断したゲンケイは一撃で倒され、ゲンバ、ゲンヨウも秘技の竜輪、閃竜を繰り出すが敗れる。
ユマリ教祖（ゆまりきょうそ）
楽陽道と称する新興宗教の布教活動をしている。楽陽道とは、仏の教えを説き、阿芙蓉香（あふようこう）と称する特殊なお香を使って、医者も見離した病人の痛みや苦痛を取り払い元気にしたり、生きる気力を失った人に活力を与えるなど人々を救いの道に導いていくとされる。町の人のほとんどが信者であり評判が良く、皆が阿芙蓉香を求めている。しかしその正体はアヘンであり、その習慣性に目をつけ阿芙蓉香を高額で売り付けたり、高額な献上物を得ている。また裏では手下に命じて、自分の正体を探ろうとしている者を殺害したり、アヘンの禁断症状の人を監禁している。最後はチンミの活躍で解放された人質たちやサイ先生の証言によってその悪行の実態が人々の知るところとなり、野望はついえた。
サイリュウ、エンリュウ
コウラン一座の公演を妨害するためにベンネイ組が雇った二人組の用心棒。準主役のテルトを襲撃して大怪我を負わせ、公演を諦めさせようとするが代役を立てられ失敗、公演の最中に演出を装って舞台に乱入するという強硬手段に出る。チンミ、コウランの二人を相手に持ち味のコンビネーション戦法で優位に立つが、呼吸を合わせた二人の完璧な連携の前に敗れる。
オウドウ
大僧正が病で倒れた時、大林寺を占領した。元は大林寺の門下生であり拳法の腕はずば抜けて強く、実力だけ見れば師範以上だった。やがて東林寺のヨーセン道士のもとへ修行に出され、気に入られたようだが「刀（技）を持つ者はそれを持つ鞘（心）を持て」と教えられ、拳法を教えてもらえなかった。業を煮やし、独学で通背拳を身につけたオウドウは東林寺を去った。尚、大林寺では破門扱いである。気功拳の使い手であり、その威力は凄まじく10人の大林寺拳士を吹き飛ばしたり、チンミの通背拳をはね返すほどである。またヨーセン道士同様、しなやかな物に気功を送り硬直させることができたり、気功の力だけで虎のアギ、ウンギを服従させることができる。
大僧正が病で倒れ、各地から高僧などが大林寺に見舞いに来るなか、真の拳法とは何か、最強の拳法家は誰かを天下に知らしめるために現れた。かつての弟弟子であるリュウカイを倒し、大僧正と老師を監禁し近隣の町や村に厳しい取立てを命じた。この現状を打破するため大林拳法奥義の殺人拳“雷神”を身に付けたチンミと戦い雷神をくらってしまう。最後の点穴が間接的だったことと、自身が比類なき気功の持ち主だったため絶命には至らなかったが、もはや時間の問題であった。その後、チンミを殺人者にしたくなかった大僧正の気孔治療により一命を取り留める。夢の中でヨーセン道士に出会い、自分の間違った考え方に気付き、改心したのち大林寺を去った。
アギ、ウンギ
オウドウが気功の力で服従させた虎。体重が200kg以上あり、その風貌だけで大林寺の拳士を脅えさせた。ウンギがジンタンとビケイを襲った際、チンミに殺人拳“雷神”を極められ絶命した。
シンカン
禁制の動物の剥製を外国に密輸している密猟団の用心棒で、動物調査団に借金の肩代わりに密猟の手伝いを強要していた。人を殺すことに何のためらいもなく、平然と「動物を殺すのと同じ」「痛いのは自分じゃない」と言い放ち、チンミには「根っこから腐っている」と断じられた。正式に武術を学んだことはないが、長身で蹴り技が得意であり実力はある。チンミとの戦いではココウを人質にしたり、帰るふりをして不意打ちをしたり、さらに刃物を使うなど手段を選ばない戦い方をするが、ついには全て見切られてあっさり倒された。

### 風の群狼
ゲンマ
騎馬軍団“風の群狼”の首領。まだ若く、この若さで各地の騎馬部族をまとめあげる力量にナジルの町長は驚愕した。兵法だけでなく乗馬術にも長けており、人馬一体で攻撃する。重体の部下を行軍の妨げになるという理由で殺害したり、騎馬民族にとって家族であり宝のはずの馬を平気で殺すなど非情な性格である。ナジルの戦いではチンミと一騎討ちをし、チンミに死を覚悟させるも、一瞬のスキをつかれ通背拳を食らってしまう。その後、戦いに割って入ったアルマに槍を投げるも止めを刺される。
アルマ
騎馬軍団“風の群狼”の一員。もともとは小さな部族の一員であり、その一族の長であるベガの武勇のおかげで“風の群狼”に潰されずにすみ、ベガへの忠義で“風の群狼”と行動することになる。ベガがチンミに倒され仇をとるためナジルに潜入し、ベガ直伝の縄錘でチンミと戦うが、捕縛されてしまう。その後、“風の群狼”によるナジル総攻撃の最中に縄抜けに成功し捕虜になった仲間からベガはゲンマに殺害されたことを知り、ベガ亡き今“風の群狼”を抜ける。チンミとゲンマの戦いに割って入り、チンミに加勢するもゲンマに深手を負わされてしまうが、ゲンマに止めを刺し力尽きる。
ベガ
騎馬軍団“風の群狼”の一員。もともとは小さな部族の長であり、ベガの武勇のおかげで“風の群狼”に潰されずにすみ、共に行動することになる。ゲンマの命令でナジルの農家を襲い、皆殺しにし食料を奪うがチンミに倒され重体になる。その後、ゲンマに行軍の妨げになるという理由で殺害された。

### 天覧武道大会
イリュウ
天覧武道大会の出場者であり、素早い動きで攻撃する長流拳（ちょうりゅうけん）の使い手。甲組準決勝でチンミと戦い、通背拳を封じ右目に傷を負わせるが敗れる。長流拳は新興の流派だが門下生が急増しておりイリュウは門下生から慕われている。
タイリョウ
天覧武道大会の出場者であり、竜泉剣（りゅうせんけん）の使い手。乙組準決勝でシーファンと戦い、竜泉剣〝飛竜〟の型で左手首に傷を負わせるが、竜泉剣は手首と剣が見えない糸でつながっており、手から離れていても自在に操れるという仕掛けを見破られ敗れる。
シンサイ
ソシュウ禅師を名乗り傀儡針でシーファンを洗脳し、皇帝暗殺計画の手駒として利用した。過去に傀儡針を皇帝陛下に紹介したが逆鱗に触れ都を追放されたため、それ以降皇帝陛下を恨み皇帝暗殺計画を計画する。
天覧武道大会直前に上位陣潰しをしたり、統一決戦直前にレンカを誘拐させチンミを脅迫するが、タンタンなどによりレンカは救出されてしまい、さらにはシーファンもチンミに負けてしまう。2人の死闘を讃えようと近づいてきた皇帝陛下を殺害しようと試みるもシーファンにより阻止され捕縛される。その後、牢の中で都を追放されたのは、皇帝陛下に正しい針の道に行くようにと温情を与えられたためと知り、かなわないことを悟り自殺した。

### ジライ国主軍
ジライ
カナン自治区の現国主。元はカナンの発展助力を名目に宮殿に出入りし鉱山の買い取りや製鉄所の建設を行っていたが、本編2年前にボルやソウビを中心とした私兵団を作り上げて前国主一族を掃討し、新しい国主に収まった。その後は連座制や密告制度などで恐怖政治を行ったが、真の狙いは反抗した者を全て鉱山に連行して労働力として酷使し、大砲などの武器を作り上げ近隣諸国に売り捌いて利益を得る死の商人となることだった。卑劣な極悪人ではあるが、自分の寝室に反逆者が乗り込んできても慌てず逆に威圧したり、最後まで諦めず逃亡しようとするなど、並々ならぬ胆力の持ち主でもある。
最終的には皇帝陛下らの判断に委ねるという政治的配慮により、戦いの末に死亡したボルやソウビとは異なり、生け捕りにされた。
ボル
国主軍を統括する将軍。見ただけで相手の技を習得し、どう鍛えれば自分の望む能力を引き出せるのか自然とわかる天賦の拳才を持つ。必殺技は硬気功で強化した肉体で渾身の突きを放つ「穿孔破」。オウドウと並んでチンミが「雷神」の使用を決意した相手であり、シリーズ屈指の強敵。
元は孤高の武術家として名を馳せたが、あまりの強さに対戦相手も見つからなくなっていたところをジライにスカウトされて彼の将軍となった。以降は戦いの中で倒した敵の“数”で自分の力を計るようになっていたが、心の奥底では対等の敵との死力を尽くした闘いを求めており、自分に匹敵する実力を持つチンミの登場に歓喜する。チンミとの対戦では終始チンミを圧倒し、チンミの使用した通背拳や雷神まで身に付けてしまう凄まじい実力を見せた。雷神の気功強化の点穴でさらなる威力を引き出した穿孔破で城壁を破壊し、落下してきたチンミに止めを刺そうとしたが、チンミが最後の力を振り絞って瓦礫を蹴って加速したことでタイミングを外され、カウンターの体当たりを受けて城外の森に転落する。戦いが終結した後のホウジュン達の捜索により森で瀕死の重傷を負った状態で発見されるが、他者の手にかかることを嫌い自分自身に穿孔破を打ち込んで自害した。なおこれは、ボルの信念に基づく行動というだけではなく、敵対関係にあったホウジュンから「彼女の身内である、前国主一族の敵である自分を討つ機会を奪い取る」という、彼なりの「敵に一矢報いる」というものであった。
チンミに対する執念は並々ならぬものがあり、ジライの取引相手から彼にも内密に誘いの声を掛けられても、それを断ってまで戦いに向かうほどであった。
ソウビ
憲兵隊隊長。剣と紐の先に錘のついた暗器を組み合わせ、さらには地形まで利用したトリッキーな戦法を駆使する。カナンに侵入して以降、幾度と無く自分を出し抜いてみせたチンミを「最高の獲物」として付け狙うようになる。渡り廊下での決闘で敗北して落下しそうになった際に最後の暗器を自分を引き上げるために使うか、一か八かチンミの命を狙うかの選択で後者を選び、最後まで狩人としての矜持を貫いて落下していった。
後に、『鉄拳チンミLegends』の暗殺者編において、彼の出自と思わぬ因縁が判明し、さらにはチンミと戦った時点で既に過去の因縁からジライやボルとの件とは関係なく命が狙われていたといった、数々の裏事情も判明する。

### 水軍
カイオン
ズイウン提督を補佐する副官の一人。能力的には優秀なのだが、軍への忠誠心や良識が無く、自分が提督になって水軍を最強の軍隊に作り変えるという権力欲に囚われている。ズイウンの後継者に選ばれなかったことでズイウンやチョウリュウを謀殺する計画を立てるが、チンミ達やチョウリュウの活躍により悉く計画を潰される。最後はチョウリュウを道連れにしようとしたところを崩壊する旗艦の木材に直撃される。水軍の2番手として生きるよりはクーデターの首謀者として死ぬことに満足しながら海に沈んでいった。
ゲイビ
カイオンの参謀。参謀になる前は第一海兵部隊の隊長を務めており、「水軍の鯱」の異名で恐れられている。相手の関節を外す攻撃を好む。実力そのものはチンミ達に及ばないものの、通背拳や旋投脚を受けても立ち上がってくる驚異的なタフネスを誇る。タンタンに不意打ちして水牢に入れたことから因縁を持たれてしまい、度々タンタンから怨みの篭った蹴りを喰らわされる。
ツエン
第一海兵部隊の隊長。既に疲労困憊だったとはいえ、チンミ、シーファン、タンタンの3人を同時に相手取って圧倒するほどの実力を持つ。また戦いながら部下に指示を出して自分と連携させる高い指揮力も備えている。最後はチンミの通背拳、シーファンの捻糸棍、タンタンの旋投脚を組み合わせた連携攻撃で倒された。

### ゼイガン砦の“十人衆”
ガンテイ
2本の剣が重なって1つになっている特殊な武器「黒翼剪剣」の使い手で、十人衆でも別格の実力者。残忍な性格で興奮すると目が赤く充血する。表向きゼイガンには従順に振舞っているが、裏ではマウロンで禁止されている麻薬売買を行って勢力を強め、いずれ自分が頂点に立つ野心を持つ。侵入者狩りには興味を持っていなかったが、砦の昇降機まで辿り着いたグンテ、ダルト、ペグを同時に相手取って圧勝。その後ミト姫の護衛達の生還を賭けた決闘をチンミと行い、満身創痍のチンミを追い込むも一瞬の隙を突かれて敗北する。ゼイガンに叛意を見抜かれており、そのまま捕縛された。
ハクシン
通背拳の使い手。通背拳を“凶器として使いこなす”レベルまで極めており、チンミと壮絶な通背拳合戦を繰り広げる。師はあのオウドウであり、かつて家族の仇であるマフィアを殺したことで町を追われ、人喰い虎のいる森に逃げ込んだところをオウドウと出会い弟子入りした。チンミに敗北した後は傷付いた身体を引き摺ってチンミとガンテイの決闘を見届ける。自分との戦いでのダメージを残したままガンテイまで倒したチンミの実力に深い敗北感を覚えながらそれを清々しく感じている自分の変化に気付き、マウロンを離れることを決める。
ザコウ
2本のナイフ使い。キョウイ、シンチョウと行動を共にすることが多く、砦内壁の戦いでも二人と共にチンミ、グンテ、ダルトと戦う。足場が崩れた際に一人だけ転落を免れ、後に昇降機に向かうダルト達を不意打ちするがペグのカウンターを受けて倒される。
キョウイ
刀使い。ザコウ達と共に砦内壁でチンミ達と戦うが、折れた木材が腕に刺さった上に足場の崩落にシンチョウと共に巻き込まれる。
シンチョウ
十人衆の中でも一番の巨漢で2本の手斧を同時に振るう。頭に血が上ると敵味方の区別なく大暴れしてしまう悪癖がある。砦内壁で階段の陰に隠れてグンテに不意打ちするがチンミに気付かれ失敗に終わる。最後はキョウイと共に転落する。
チョウカク
ガッシリとした体格のモヒカン男。ボクシングの様な構えで戦い、猛烈な勢いで拳打を連発する「飛岩百拳」が必殺技。チンミの芝居に騙されかけるなど頭の弱そうな一面もあるが、そこからの不意打ちにはきっちり反応してみせた。一度チンミに敗れた後、ガンテイとチンミの決闘に割って入ってチンミにリベンジしようとしたが、楽しみを邪魔されて怒ったガンテイに倒される。
シンデン
片方がロープで相方を吊り下げて振り回し、一気に長距離を移動する大技「振り蜘蛛」の使い手。跳ぶ担当。チンミ達とザコウ達の戦いの隙を突いて「振り蜘蛛」でミト姫を奪還するが、技後のロープが結ばれたままで追いかけられない隙に再度逃げ出されたり、顔面に唐辛子の粉が入った壷をぶちまけられて悶絶したりと不幸が続く（ハイカツによると昔から女運が悪いらしい）。その後砦内部の吹き抜けのある部屋で「振り蜘蛛」でチンミ、グンテを強襲。グンテを吹き抜けに落とそうとするが、チンミに取り付かれて蹴りを喰らい気絶した上にそのままハイカツに武器として使われるなど、最後まで酷い扱いを受けた。
ハイカツ
シンデンの相棒。「振り蜘蛛」の吊る担当。グンテを助けようとしていたチンミに気絶したままのシンデンをぶつけてグンテを転落させる。グンテが転落死したと思って動揺したチンミを仕留めようとするが、怒りの通背拳を喰らって倒される。
サル使い
名称不明。マントヒヒを相棒として連れており、本人もサルのような風貌をしている。十人衆の中では最初にチンミ達と交戦した。部屋から抜け出したミト姫を発見し追跡。彼女を守ろうとしたゴクウをマントヒヒに襲わせる。駆け付けたチンミをマントヒヒと共に追い込むが、チンミとゴクウの連携で動きを止められたところを通背拳でまとめて撃ち抜かれて敗北する。自分達を倒したチンミには一目置いたらしく、ガンテイとの決闘に臨むチンミに死んで欲しいようなそうでもないような･･････と複雑な心境を見せた。
流星錘使い
名称不明。黒い肌とおかっぱ頭が特徴でグンテからは「オカッパ」と呼ばれる。長い紐の両端に錘の付いた武器「流星錘」を使う。ミト姫を保護して脱出口を探すグンテ、ダルトと交戦。変幻自在の攻撃で二人を圧倒するが、剣を入手したダルトが本領を発揮し始めると逆に押され始め、二人の同時キックを喰らって倒される。

### 暗殺者
トウザ
仕込み杖を使う禿頭の男で、チンミを狙う暗殺者の一人。参拝者を装って不意打ちを仕掛けたり、ヤンを人質に取ろうとしたりと暗殺のためには手段を選ばない。最終的にチンミと戦いたい武芸者達を煽って乱闘を誘発し、その混乱に乗じて背後から襲おうとするがジバンの忠告でそれに気付いたチンミの反撃の蹴りで利き腕を折られ、ダメ押しの通背拳を食らって敗北した。暗殺はあくまで仕事として請け負っただけであり、折れた腕の治療と引き換えにあっさり口利き役を売った。
リゴン
暗殺者と暗殺依頼者との間を仲介する口利き役の男。流れのならず者を装ったジンタン、ビケイの二人に無理やり依頼者の情報を吐かされた挙句、余計な事を言ってボコボコにされたため、二人を大林寺の関係者ではないかと疑う部下に対して「あんな猛獣みたいな連中が大林寺の人間の訳がない」と否定している。
スイセイ
「隠れ里」の暗殺者で「樹」の部隊を率い、都に向かうチンミたち一行を襲撃した。森の中や樹上での戦いに長け、その実力は走る鹿を蹴りの一撃で仕留め、木の上で戦うことに慣れているチンミをも圧倒した。「御館様」に対する忠誠心が高く、彼を軽んじるような発言をする者には怒りをあらわにする。
カナン編で登場したソウビとは因縁があるらしく、自分が殺すはずだった裏切者であるソウビを倒したチンミに憎しみを募らせている。

### 外伝の敵
ウテン一味
外伝2巻に登場。ウテンを首領とした6人組の盗賊団で、男が出払っている隙を狙ってリュウカク家を襲撃した。ウテンは慎重な性格と上着の裾に暗器を仕込んでおく抜け目のなさからチンミに「強い」と評されるが、結局病み上がりのチンミに部下共々叩きのめされ、「お前のどこが重病人だ…！」とショックを受けていた。
セキハイ
宝石を扱う田舎ヤクザのボス。商品である宝石をコウシュに盗まれ、取り戻そうと躍起になる。コウシュ曰くかなりの悪人のようだが、商売相手のホウトウにペコペコする、泥棒であるコウシュ（実際には身代わりのハクシュ）に盗品を返してくれるように土下座して懇願する、タンタンに組み伏せられて悲鳴を上げるなど、情けない面が目立つ。
ホウトウ
セキハイの商売相手。色男だが残忍な性格で、セキハイ一家からは恐れられている。蹴り技を得意としかなり腕が立ち、両腕を縛られたタンタンを一度は倒すが、これはあくまで作戦であり、後に同じ条件で再戦した際には文字通り一蹴された。

## 武術・技

### 大林寺拳法
大陸一と言われる、歴史と伝統ある武術「大林寺拳法」を伝えている流派が大林寺である。大陸各地に同門の寺があり、各師範が武術指導を行っている。奇を衒わないオーソドックスなスタイルの武術であるが、個々の門下生により、個性的な武術の精進がされている。
気功法（きこうほう）
体内の〝気〟を充実させ瞬間的に放出し相手に打撃を与える技。人間は誰でも〝気〟をもっておりその〝気〟を何倍、何十倍の力にする中国拳法の奥義の一つ。
〝気〟を練ることにより精神や肉体が引き締まり打撃の威力が上がる。またこの状態の時の肉体は、振りかぶった角材を真っ二つに折ることができる。
使い手により威力は異なり数人を一度に吹き飛ばしたり、猛獣を〝気〟だけで服従させたりすることができる。また髪の毛や鞭のしなやかのものに〝気〟を送り込み硬直させることができる。
主な使い手はチンミ、リュウカイ、ヨーセン道士、オウドウ。
通背拳（つうはいけん）
「格闘技漫画特集」等では必ず紹介される鉄拳チンミを代表する技の一つ。
強烈な震脚と気功の力を使い、掌底打を打ち込む瞬間に自分の体重を何倍にもすることにより威力を倍増させる技。その威力は分厚い甕を粉々にしたり、数人の人間を吹き飛ばすほどである。また壁など障害物の向こう側に気功の衝撃波を送り、敵を倒すこともできるなど近距離､遠距離を問わない汎用性のある技。この技には直接相手の身体に掌打を打ち込む近距離型と、壁や頑丈な鎧の向こうに気功を撃ち抜く遠距離型の2種類の使い分けが存在し、チンミは主に近距離型をここ一番の必殺技として使用している。ザコ敵を一掃する際や、ピンチを切り抜ける時にも使われることがある。
弱点としては、連発すると体力を消費することにあり、ザコを相手にする際には一指拳などで対処している。またチンミ自身が小柄である事に加え、全力の踏み込みと同時に生み出される力を叩き込むという技の特性上、超至近距離限定の技となってしまい、通背拳以外に勝機がないような戦闘の場合は猛攻を掻い潜りながら敵の懐に飛び込む必要がある。また足に怪我を負っていたり、空中戦のようになんらかの要因で全力で踏み込みが出来ない状況でも使用は出来ない(ゲンマ戦では落馬しながら使用しているが、この時はチンミの位置がゲンマより上であった事と落下による勢いを利用する事でカバーしている）。
鉄巨人編で登場し、チンミに衝撃波による鉄巨人攻略を指南した老武道家レイメンの「衝撃波」も大きな体重移動こそないものの、原理は遠距離型の通背拳に近い技である。ヨーセン道士は残り短い余命の中でチンミに基本となる直接掌打を叩き込む近距離型のみを教えているが、本来はこの使い分けを伝授するつもりだったと思われる。（ヨーセン道士もこちらの使い方で壁の向こうの敵を倒してる場面がある）。主な使い手はチンミ、ヨーセン道士、オウドウ、ハクシン。
連続通背拳（ダブルつうはいけん）
天覧武道会決勝、シーファン戦クライマックスでの極限の攻防の中で半ば偶発的に発生した技。シーファンの捻糸棍を気功を練った遠距離型の通背拳で迎え撃ち、捻糸棍で押し込まれる勢いをそのまま反対方向への回転力と踏み込みの力に変換し、棍を突き切って無防備になった身体へ近距離型の掌打を叩き込む。元々一撃必殺の威力を持つ通背拳だが、更に捻糸棍の威力までも上乗せさせる為、その威力は絶大なモノとなる。
雷神（らいじん）
大林寺拳法において、秘伝中の秘伝とされている殺人技。自分の経穴を突き気を高め、まず相手の天（額）、地（みぞおち）を突き、つづいて人（のど）を打ち抜くことで完成する。雷神を受けた相手は、必ず死亡すると言われている。大林寺拳法の奥義として師範のみ伝承されていたが、体得できたのはほとんどいなかった。ヨーセン道士が実戦で使用した際、その威力が予想を超えるほど凄まじかったため危険性が認識され、先代の大僧正により封印された。
主な使い手はチンミ、ヨーセン道士。
一指拳（いっしけん）
ルウが編み出しチンミに伝授した敵の勢いを利用した拳法。攻撃している部分の力が〝陽〟であり、反対に攻撃を支えている力が〝陰〟である。相手の力が大きいほど体の反対側のひねりも強くなりここを突くことにより相手の〝陰〟の力を利用できる。相手が攻撃する前に出方を察知し〝陽〟、〝陰〟を見極める必要がある。相手に傷を与えずに倒したい場合や体力温存したい場合、ザコ戦でチンミが使う技。体力の消耗は少ないが、決まれば巨熊すら屠るほどの威力を発揮する。
三壊拳（さんかいけん）
ジン・タンが使う技。両手、片足でのど、みぞおち、金的へ同時に攻撃する。
呼力流弾拳（こりきりゅうだんけん）
テンドウ禅師が使う技。相手の力を利用し投げ飛ばす。相手の力やスピードがあるほど威力が高くなる。
捻糸棍（ねんしこん）
シーファンが編み出した棍に強烈な回転を与えての突き。その威力はかすっただけでも肉がえぐれ、直撃すれば岩を砕くほどである

### その他
岩砕弾頭（がんさいだんどう）
頭岩兄弟が使う技。2人が肩を組み突進する。その威力は岩を砕くほどである。
鉄斬拳（てつざんけん）
チンミと老師が大林寺に向かう旅の途中で用心棒として雇われた際、戦うことになった野盗の一人が使う幻の拳法。手刀の威力は鉄さえも一刀両断するほどである。
烈指拳（れっしけん）
ヤンが借金をしている高利貸しの用心棒が使う拳法。裏ツボを突き、体をしびれさせたり激痛を走らせたりするなど様々な作用をおよぼす。両手で連続攻撃する烈指双破拳（れっしそうはけん）もある。
毒手拳（どくしゅけん）
ウォンの使う拳法。毒虫や植物の毒を砂に配合しそれを突く。毒を中和してはまた突く。この繰り返しにより手は毒手になるという闇の拳法。普段は包帯を巻いているが、この状態でかすっただけでもめまいやしびれがおきる。包帯をはずし直撃を受ければ一撃で死亡する。
硬射気道拳（こうしゃきどうけん）
ザンギの使う気功を体の内側に打ち込む拳法。打ち込まれた気功は体内で反射し内臓器官を破壊する。両手で挟み込むように打ち込むことにより気功の共鳴が大きくなり破壊力が上がる。作中ではスイカに放ち、中身がグチャグチャになった。
旋風拳（せんぷうけん）
シオンが使う拳法。体を高速に回転させ、これによって生まれる遠心力で威力を倍増し攻撃する攻守とも完璧な拳法。頭上が弱点である。
鋭裂拳（えいれつけん）
ローエンが使う拳法。糸を巻きつけ素早く引くことにより裂傷をおわせる。達人になれば腱や骨を切断することも可能である。糸を使うため攻撃は素早く、見切るのは困難だが糸を巻きつけるという技の性質上、相手に対し側面に立たなければならない。真正面にいる敵に対しては糸を針のように突き刺すことも可能である。
鉄掌拳（てっしょうけん）
大道芸をしている兄ソウシンと弟サイの兄弟が使う、豪快な拳法。15枚のレンガを粉々に叩き割る、すさまじい威力を誇る。ソウシンが編み出しサイに教えた。ソウシンは空中でも打つことができる。
死丁鎌（しちょうがま）
ヒゾウ兄弟が使う殺人拳。2人が両手に鎌を持ち、2人で連続攻撃したり、一方が敵の攻撃を受け止めている間にもう一方が攻撃する連携技。
死丁鎌卍斬り （しちょうがままんじぎり）
2人が敵を挟むように前後に立ち、一方は上下、もう一方は左右から同時に斬る。前後から上下左右の同時攻撃のため逃げ場はない。
獄鎖拳（ごくさけん）
ゴズイが獄中で編み出した鎖を使う拳法。鎖で相手の武器を受け止めたり、巻きつけてしめあげたりして攻撃する。また先端には分銅がついており、それを投げつけたりするなど自由自在である。
半月拳（はんげつけん）
テンシュウが使う暗殺拳。半月の形をした半月刀を両手に持ち攻撃する。また片方の半月刀を投げ、相手の後方でブーメランのように反転させ後ろからも攻撃できる。チンミは後ろから戻ってくる半月刀に蹴りを入れ、加速させてテンシュウに打ち返した。
旋刀拳（せんとうけん）
スイシュウが使う暗殺拳。両刃の刀が2本あり、握りについている指輪に指をいれ高速で回転させ攻撃する。高速で回転している刃に触れるものはスッパリ切ってしまうほどであり防御は完璧である。また回転している刀の間からもう1つの刀を突き刺して攻撃することもできる。
龍爪拳（りゅうそうけん）
チシュウが使う暗殺拳。手形の鉄製武器を腕と紐で連結させ、鋭い爪を相手に突き刺し紐を引くことにより爪が閉じ、傷をえぐる。普段は袖の中に隠されており、初見では腕が伸びたと錯覚する。弱点はつかむ瞬間に爪が開ききった瞬間であり、チンミはこのときに攻撃し破壊した。
ガマ拳法
ビケイが編み出した拳法。ガマガエルのように四つん這いの低い姿勢でかまえ、独楽のように2本の腕を支点にしての回し蹴りで攻撃する。足は木や岩を蹴り続けていたため硬く変化し、素足で刃物のように腱を切ることが可能なほどである。また支点となる腕や体も並みの攻撃では、ひるみもしないほどに鍛えられており、チンミは弱い手の甲を攻撃することにより破った。
弧杖拳（こじょうけん）
ギオウが使う拳法。ギオウは片脚が義足であり杖をついていてこの杖と義足で攻撃する。主に杖で殴ったり、杖を支点にして体を回転させ蹴りを入れる。
斬伐拳（ざんばつけん）
ガゼルが使う拳法。両腰に装備されている拐（かい）で攻撃する。普通の拐とは違い、金属製で先が両刃になっている。その切れ味は人間の首や腕を簡単に切断するほどである。
波しょう拳（はしょうけん）
ゲンバ、ゲンヨウ、ゲンケイが使う拳法。船の甲板に座り込み、船の揺れを利用し転がりながら相手に接近し蹴り技や寝技、関節技にもちこむ。揺れる船の上では足場が安定しないためバランスが崩れスキができるが、床に座ることにより安定が得られる。また船の揺れを利用するため、揺れれば揺れるほど力を発揮する。
竜輪（りゅうりん）
ゲンヨウが使用した波しょう拳の秘技。相手の背後から両手両足をつかみ、相手と一緒に回転し壁などに激突させる。
閃竜（せんりゅう）
ゲンバとゲンヨウが使用した波しょう拳の秘技。2人が両手をつかみ、片方が相方を振り回しもう片方が攻撃する。その威力は回転の遠心力が加わり2倍、蹴りも2人分のひねりが加わり2倍になり、合わせて4倍の威力になる。振り回している人間のひねり方しだいで回転している人間は上下や横など自由自在に蹴り分けることができる。また攻撃する際は立っているため揺れる船上では足場が安定しないが、振り回す人間と攻撃する人間が入れ替わり体勢を立て直すことができる。
南斗円脚拳（なんとえんきゃくけん）
タンタンが使う拳法。足技が中心であり、とび蹴りやかかと落しなど変幻自在に攻撃する。
南斗夾撃踵（なんときょうげきしょう）
南斗円脚拳の技の1つ。両方の踵で相手の首を同時に蹴る。一撃で相手を倒すことが可能であり、常人なら頚骨が折れるかもしれない威力である。
天砲脚（てんほうきゃく）
南斗円脚拳の技の1つ。相手を空中に跳ね上げ背中から落ちるようにコントロールし落下してきた相手を再び空中に蹴り上げる。相手の体重と落下する勢いが加わっている分蹴り上げの威力が倍増する。また相手は空中で体勢を立て直すのが難しく、一度技に入ってしまうと逃げるのが難しい。
旋投脚（せんとうきゃく）
南斗円脚拳の技の1つ。天覧武道大会後に新たに編み出された技で、「足だけの投げ技」と言う通り両足で相手の服や髪などを掴み、そのまま空中で回転して投げ飛ばす荒技。強敵相手の決め技として使用するほか、ザコ相手の戦いでは集団に向かって投げつけることで一網打尽にする使い方も。
護手双鉤（ごしゅそうこう）
シバが使う犯罪者を捕らえる捕縛術の一種。先が鉤状になっている剣を両手に持ち、鉤で相手の体や武器に引っ掛けて動きを封じる。また2本の護手双鉤を鉤で引っ掛けて1本にして攻撃することも可能。また握りの部分には三日月の形をした刃（月牙）がついており手元を守りつつ全身の防御に対処できる。

## 用語
拳精（けんせい）
大林寺に古くから伝わる古文書に「大林寺拳法極める拳精たる者、大林寺建立百年目に若くしてその姿あらわす。その拳は鉄のごとし。脚は岩をも砕き、頭脳明晰、眉目秀麗にして西の長江の源に住まう者なり。眉間のホクロが拳精のあかしなり」と、記されている。なお、眉間のホクロについては、眉毛に隠れているため、1巻以降の作画では描写されていない。
Legends(レジェンズ)の1巻には後に人々に「拳精」と呼ばれ慕われるチンミの若き物語が鉄拳チンミであると記されている。
深山行（しんざんぎょう）
拳法家になるための第一歩と言われている。南高連山でひときわ高くそびえる剣霊峰（けんれいほう）にこもり、テンドウ禅師の下で行われる厳しい修行。大自然の中で修行するため肉体的、精神的に強くなくてはいけないため、資格審査を行い合格した者のみ修行が許される。
風の群狼（かぜのぐんろう）
ゲンマが首領であり、土地を持たない遊牧民に富と安定をもたらすために、騎馬民族国家の建設を目指す騎馬軍団。複数の部族の集まりであり、それをゲンマがまとめあげ最強の騎馬軍団に作り上げた。帝都を目指し、圧倒的な物量で国境地帯の町を次々に侵略した。“風の群狼”の鉄則は「敵に情けをかけるな」であり、侵略された町人は皆殺しにされ食料や家畜は全て奪われた。ナジルの戦いで大林寺と国軍と戦い、首領のゲンマは死亡し敗走した。
天覧武道大会（てんらんぶどうたいかい）
都で毎年開催される武道大会。流派の誇りをかけ中国全土から武勇にたけた強者が集まり皇帝陛下の御前で試合をする。出場者は甲（武器なし）部門と乙（武器あり）部門に分かれ、試合をして各部門の優勝者が甲・乙統一決戦で戦う。勝負は生死は問わず一方が立てなくなるか降参するまでである。乙組では刃物も認められており、禁止は火薬と隠し武器の使用のみである。甲・乙統一決戦では武器がある乙組のほうが基本的に有利とされているが、乙組は試合の過程で深手を負う可能性が高いため単純に有利とも言い切れない。過去には甲組の優勝者が両腕とも切断する結果となったほどの深手を負う試合があった。
統一決戦を制した者は翌日「表彰の儀」にて皇帝陛下直々にその勝利を讃えられ、力の象徴である竜を彫り込んだ玉杖が手渡される。この竜には古来2つの意味があり、1つは天に君臨する「皇帝」、もう1つは人民の中から起ち現れる「英雄」である。
傀儡針（くぐつばり）
はるか昔、戦国の世に編み出された秘術。傀儡針を受けたものは一切の感情を失い術者の命令に従うだけの人形になる。これを兵士に使えば、慈悲の心や死への恐怖が無くなり、最強の軍隊になる。術を解くには頭頂部にある「百会」のツボを突くしかない。
なお傀儡針についてシンサイから進言された時の皇帝はまだ少年であったが「国のために命がけで戦う兵士の忠誠を疑い、皇帝の威光をおとしめるもの」だと即座に判断して追放した。しかしこの結果シンサイから深い恨みを買う事になる。
龍丸（りゅうがん）
宮廷典医のお墨付きを得た、皇帝陛下への献上薬。外伝にて、チンミが食当りで担ぎ込まれたリュウカク家で、長老一族の娘セイレンに飲まされた秘伝薬。劇薬を含む稀少な材料と、秘伝の製法により、毎年限られた量しか作ることが出来ない。しかし、チンミが道中で食べたキノコが、その稀少な材料であることが分かり、増産が可能になる。
秘薬 (ひやく)
『鉄拳チンミ Legends』に登場する、暗殺組織が門外不出としている丸薬。心技に長けた者が秘薬を飲むことで、その能力を大幅に上げることができるようだが、拒絶反応により死亡する者も多い。暗殺者の首領は160歳を超えており、飲み続けることで長寿の効果もある模様。さらに秘薬の効果のためか、頭蓋骨が変形して鬼のような角のようになっている。なお、上記の『龍丸』が「秘薬の核となる素材」として登場しており、宮廷献上薬であることから同一のものと思われる。
隠れ里（かくれざと）
古くから暗殺を生業とする一族が暮らしている里。山奥の秘境にあり、目印は天指峰と呼ばれる空を指さしたような岩山。「御館様」と呼ばれる首領が里を支配しており、その命は絶対とされる。
この里に生まれた者は幼少時から暗殺の技を叩きこまれ、暗殺者となった者たちは「古の約定」に従って仕事をこなす。任務達成のためには自分や仲間の命すら省みず、自力帰還が不可能になった者は躊躇なく自爆し、長い時間を共に過ごした仲間であろうと足手纏いになればあっさりと切り捨てる非情さは数々の修羅場を潜り抜けたチンミをも戦慄させた。
長年影の存在であることを強いられてきたが、里を放棄して表舞台へ乗り出すことを画策し、暗殺の標的として指定されたチンミを利用しようとする。

## アニメ版
1988年7月2日から同年12月24日まで、テレビ朝日系にて放送された。放送枠は、毎週土曜日19時30分～20時00分。全20話。未ビデオDVD化。ナレーションは中村正が担当。
音楽は同時期に放送された『世界忍者戦ジライヤ』などを手がけた若草恵が担当した。
アニメ版では、「修行シーン」が作品テーマになっており、ヨーセン道士から通背拳を学ぶエピソードまでが描かれている。

### アニメオリジナルキャラクター
ラオチュウ
声 - 水島裕
大林寺の門下生で、キン・タンと同じくチンミの先輩。
自尊心が高く拳法は美しくあるべきと考えている。大林寺内での実力は高いが、高所恐怖症だったり少々臆病な面が目立つ。
本の知識や言葉を引用する事が多い。
ライチ
声 - 坂上とし恵
大林寺の近くに住んでいるイタズラが好きな女の子。アニメではメインヒロイン。よくチンミ達にイタズラをしたり、後を付いて来たりする。
惚れっぽい性格でリュウカイやリキに慕ったり、最終話では頬にキスをしたチンミに「突然の嵐」とつぶやき顔を赤らめている。

### スタッフ
- 原作 - 前川たけし（講談社 月刊少年マガジン連載）
- 掲載誌 - テレビマガジン、たのしい幼稚園（講談社）
- 企画 - 小泉美明（テレビ朝日）、藤原正道（東宝株式会社）、春日東（ASATSU）（ノンクレジット）
- 監督 - 大庭寿太郎
- シリーズ構成 - 武上純希
- キャラクターデザイン・総作画監督 - 大貫健一
- 美術監督 - 金村勝義
- 撮影監督 - 福田岳志
- 編集 - 辺見俊夫、関一彦
- 音響監督 - 藤山房延
- 音楽 - 若草恵
- 制作プロデューサー - 梅原勝
- 音楽プロデューサー - 大場龍夫（東宝音楽出版）
- プロデューサー - 川田方寿（テレビ朝日）、頼経康史（東宝株式会社）、片岡義朗（ASATSU）（ノンクレジット）、加藤博（葦プロダクション）
- 制作 - テレビ朝日、東宝株式会社、ASATSU（ノンクレジット）、葦プロダクション

### 主題歌
オープニングテーマ - 「KUNG FU BOY」
歌 - 八木さおり / 作詞 - 森雪之丞 / 作曲 - 井上ヨシマサ / 編曲 - 武部聡志 （レーベル - キングレコード）
エンディングテーマ - 「銀色のセレナーデ」
歌 - 八木さおり / 作詞 - 森雪之丞 / 作曲 - 井上ヨシマサ / 編曲 - 武部聡志 （レーベル - キングレコード）

### 各話リスト
| 話数 | サブタイトル                        | 脚本     | 絵コンテ   | 演出       | 作画監督       | 放送日        |
| ---- | ----------------------------------- | -------- | ---------- | ---------- | -------------- | ------------- |
| 1    | 最強のカンフーボーイ誕生!破れ鉄斬拳 | 武上純希 | 大庭寿太郎 | 大庭寿太郎 | 大貫健一       | 1988年 7月2日 |
| 2    | 月を斬れ!入門できるか大林寺         | 武上純希 | 森一浩     | 森一浩     | 本橋秀之       | 7月9日        |
| 3    | 心眼をきわめよ!究極のエリート試験   | 武上純希 | 遠藤徹哉   | 遠藤徹哉   | 佐藤道雄       | 7月16日       |
| 4    | 殺意を消せ!深山行はつらいよ         | 武上純希 | 長尾粛     | 中村喜則   | つるやまおさむ | 7月23日       |
| 5    | 眼力を磨け!謎の武神像との闘い       | 武上純希 | 森一浩     | 森一浩     | 本橋秀之       | 7月30日       |
| 6    | キビシイぞ!帰って来た熱血先生       | 大橋志吉 | 殿勝秀樹   | 殿勝秀樹   | つるやまおさむ | 8月13日       |
| 7    | 美少女を守れ!三人はライバル         | 柿崎明彦 | 遠藤徹哉   | 伊東政雄   | 佐藤道雄       | 8月20日       |
| 8    | まさか!大林寺が殺人拳?              | 武上純希 | 工藤柾輝   | 日下直義   | 広田正志       | 8月27日       |
| 9    | 姉ちゃんを救え!黒炎団あらわる       | 大橋志吉 | 森一浩     | 森一浩     | 本橋秀之       | 9月3日        |
| 10   | 宋家村を守れ!恐怖の極悪拳法         | 大橋志吉 | 剣地尚     | 大庭寿太郎 | つるやまおさむ | 9月10日       |
| 11   | 嵐に学べ!孤独の棍法                 | 岸間信明 | 中村喜則   | 中村喜則   | 梶谷光春       | 9月17日       |
| 12   | 闇を撃て!光る目の悪魔               | 岸間信明 | 遠藤徹哉   | 伊東政雄   | 工藤柾輝       | 10月15日      |
| 13   | 狼の牙!ライバルの秘密をさぐれ       | 柿崎明彦 | 広田正志   | 日下直義   | 広田正志       | 10月22日      |
| 14   | 円の極意!たったひとりの挑戦         | 大橋志吉 | 森一浩     | 森一浩     | 本橋秀之       | 11月12日      |
| 15   | ケンカ拳法!先生は酔いどれ道士       | 武上純希 | 大庭寿太郎 | 秦義人     | 都留稔幸       | 11月19日      |
| 16   | 命がけの試練!弟子入り大作戦         | 武上純希 | 遠藤徹哉   | 中村喜則   | 梶谷光春       | 11月26日      |
| 17   | 一撃必殺!実戦に二の打ちはない       | 大橋志吉 | 日下直義   | 日下直義   | 広田正志       | 12月3日       |
| 18   | 強敵あらわる!青い目の挑戦者         | 岸間信明 | 森一浩     | 森一浩     | 本橋秀之       | 12月10日      |
| 19   | 命をかけた教え!通背拳の極意         | 武上純希 | 森一浩     | 都留稔幸   | 川筋豊         | 12月17日      |
| 20   | 竜虎との戦い!炎の大林寺             | 武上純希 | 大庭寿太郎 | 大庭寿太郎 | 大貫健一       | 12月24日      |

### レンタルビデオ
鉄拳チンミ 拳法大図鑑